# Eberhard Weller
Eberhard Heinrich Ludwig Wilhelm Weller (* 15. August 1845 in Darmstadt; † 6. Februar 1911 in Leipzig) war ein deutscher Reichsgerichtsrat.

## Leben
Der Sohn eines Hofgerichtsadvokaten studierte Rechtswissenschaften in Gießen und Heidelberg. Während seines Studiums wurde er im Wintersemester 1863/64 Mitglied der Burschenschaft Germania Gießen. 1867 wurde er auf den großherzoglich-hessischen Landesherrn vereidigt. 1875 wurde er Landgerichtsassessor und 1879 Amtsrichter. 1887 ernannte man ihn zum Landgerichter, 1888 zum Landgerichtsrat und 1895 zum Oberlandesgerichtsrat. 1895 kam er an das Reichsgericht. Er war im III. Zivilsenat tätig. 1899 bekam er das Ritterkreuz des Verdienstordens Philipps des Großmütigen verliehen. Er verstarb im Amt.

## Quelle
- Adolf Lobe: Fünfzig Jahre Reichsgericht am 1. Oktober 1929, Berlin 1929, S. 364.

## Belege
1. ↑  Gustav Toepke (Hrsg.): Die Matrikel der Universität Heidelberg (6. Teil): Von 1846 - 1870; nebst e. Anh.: 1. Vorschriften über Immatriculation 1805 - 1868; 2. Verz. d. Rect. u. Prorect. 1669-1870, Heidelberg, 1907, S. 549.
2. ↑  Paul Wentzcke: Burschenschafterlisten. Zweiter Band: Hans Schneider und Georg Lehnert: Gießen – Die Gießener Burschenschaft 1814 bis 1936. Görlitz 1942, R. Germania. Nr. 190.
3. ↑  Deutsche Juristen-Zeitung, Jahrgang 4 (1899), S. 39.

| Personendaten    | Personendaten                                                 |
| ---------------- | ------------------------------------------------------------- |
| NAME             | Weller, Eberhard                                              |
| ALTERNATIVNAMEN  | Weller, Eberhard Heinrich Ludwig Wilhelm (vollständiger Name) |
| KURZBESCHREIBUNG | deutscher Reichsgerichtsrat                                   |
| GEBURTSDATUM     | 15. August 1845                                               |
| GEBURTSORT       | Darmstadt                                                     |
| STERBEDATUM      | 6. Februar 1911                                               |
| STERBEORT        | Leipzig                                                       |